# نیم‌دندان‌ماهیان
نیم‌دندان‌ماهیان (نام علمی: Hemiodontidae) نام یک تیره از راسته تتراسانان است.